# Ojo de Agua, Iliatenco
Ojo de Agua är en ort i Mexiko.   Den ligger i kommunen Iliatenco och delstaten Guerrero, i den sydöstra delen av landet, 270 km söder om huvudstaden Mexico City. Ojo de Agua ligger 1 331 meter över havet och antalet invånare är 322.
Terrängen runt Ojo de Agua är kuperad åt sydväst, men åt nordost är den bergig. Runt Ojo de Agua är det ganska glesbefolkat, med 43 invånare per kvadratkilometer. Närmaste större samhälle är Iliatenco, 2,4 km öster om Ojo de Agua. I omgivningarna runt Ojo de Agua växer i huvudsak städsegrön lövskog.